# Eric Roberts
Eric Anthony Roberts (ur. 18 kwietnia 1956 w Biloxi) – amerykański aktor filmowy, teatralny i telewizyjny, także producent filmowy.
Rola więźnia uciekającego z zakładu karnego na Alasce w dramacie sensacyjno-przygodowym Andrieja Konczałowskiego Uciekający pociąg (Runaway Train, 1985) przyniosła mu nominację do Oscara dla najlepszego aktora drugoplanowego i Złotego Globu dla najlepszego aktora drugoplanowego.

## Wczesne lata
Urodził się w Biloxi w stanie Missisipi jako najstarsze dziecko i jedyny syn Betty Lou Motes (z domu Bredemus) i Waltera Grady’ego Robertsa, wykładowców amatorskiej sztuki teatralnej w Actors and Writers Workshop w Atlancie, którzy poznali się podczas tournée z produkcją George Washington spał tutaj dla zbrojnych wojska. Jego rodzina była pochodzenia angielskiego, niemieckiego, szwedzkiego, irlandzkiego, szkockiego i walijskiego. Dorastał z dwiema młodszymi siostrami – Lisą (ur. 1965) i Julią (ur. 1967), które obecnie są aktorkami. W 1971 rodzice Robertsa złożyli pozew o rozwód, który został sfinalizowany na początku 1972. Po rozwodzie, jego siostry przeprowadziły się z matką do Smyrny na przedmieściach Atlanty. W 1972 ich matka wyszła za mąż za Michaela Motesa, mieli córkę Nancy (ur. 1976), która zmarła 9 lutego 2014 w wieku 37 lat w wyniku widocznego przedawkowania narkotyków. Michael Motes był agresywny i często bezrobotny. W 1983 matka rozwiodła się z Motesem, powołując się na „okrucieństwo”; powiedziała później, że poślubienie go było największym błędem w jej życiu.
Jako dziecko Eric Roberts zainteresował się aktorstwem po obejrzeniu występu Roberta Donata w Żegnaj Chips. Miał zaledwie cztery lata, gdy wystąpił jako niemy klaun. W wieku siedmiu lat pojawił się w lokalnej telewizji, a rok później występował na scenie teatrów objazdowych. Od szesnastego roku życia był wychowywany tylko pod opieką ojca. Po ukończeniu szkoły średniej Grady High School w Atlancie, w latach 1973–1974 studiował w Królewskiej Akademii Sztuki Dramatycznej w Londynie i w latach 1974–1975 w Amerykańskiej Akademii Sztuk Dramatycznych w Nowym Jorku. Po śmierci ojca, który zmarł na raka w marcu 1977 w Atlancie w stanie Georgia, uzależnił się od narkotyków, kokainy, alkoholu i kobiet.

## Początki kariery
W 1974 zadebiutował na małym ekranie w roli Stephena w trzech odcinkach opery mydlanej NBC Jak przetrwać małżeństwo (How to Survive a Marriage). W 1976 wystąpił w roli żołnierza w produkcji off-Broadwayowskiej Rebeliantka (Rebel Women) z udziałem Davida Dukesa, Johna Glovera, Mandy’ego Patinkina i Petera Wellera, prezentowanej na Festiwalu Szekspirowskim w Nowym Jorku, a także jako młody kolekcjoner w przedstawieniu Tramwaj zwany pożądaniem Tennessee Williamsa w McCarter Theatre Company w Princeton u boku Kennetha Welsha, Glenn Close, George’a Dzundzy, Shirley Knight i Powersa Boothe’a. W operze mydlanej NBC Inny świat (Another World, 1977) pojawił się w roli Teda Bancrofta.
Natychmiast po debiutanckiej kinowej roli zbuntowanego przeciw zwyczajom wnuka cygańskiego króla Dave’a Stepanowicza w dramacie Franka Piersona Król Cyganów (King of the Gypsies, 1978) został doceniony przez krytyków, otrzymując nominację do Złotego Globu dla najbardziej obiecującego nowego aktora (laureatem został Ricky Schroder za Mistrza). W 1980 zagrał postać Marka Dolsona w komedii off–broadwayowskiej Mass Appeal w reż. Geraldine Fitzgerald. Zwrócił na siebie uwagę w roli marynarza zadurzonego w dużo starszej od siebie operatorce telefonicznej (Sissy Spacek) w dramacie Przybłęda (Raggedy Man, 1981) oraz jako dziennikarz cierpiący na depresję spowodowaną przez swojego wydawcę w telewizyjnej adaptacji powieści Nathanaela Westa Miss samotnych serc (Miss Lonelyhearts, 1981). 

## Rozwój kariery
4 czerwca 1981 przeżył poważny wypadek samochodowy, znalazł się w stanie trzydniowej śpiączki, w wypadku doznał licznych złamań, paraliżu, obrażeń twarzy i poważnego urazu mózgu. Po dwóch latach powrócił triumfalnie na ekran w roli zaślepionego własną ambicją agresywnego menadżera, przyjaciela i męża fotomodelki w dramacie biograficznym Boba Fosse Star 80 (1983), nominowanej do Złotego Globu dla najlepszego aktora w filmie dramatycznym oraz uhonorowanej nagrodą Towarzystwa Krytyków Filmowych w Bostonie i Stowarzyszenia Nowojorskich Krytyków Filmowych. W 1983 w Hartford Stage Company w Hartford w Connecticut zagrał rolę Toma Wingfielda w sztuce autorstwa Tennessee Williamsa Szklana menażeria. Od 2 maja do 26 sierpnia 1988 na Broadwayu odniósł sukces sceniczny i otrzymał nagrodę Theatre World za rolę szalonego i nieobliczalnego outsidera Pale’a w przedstawieniu Lanforda Wilsona Spal to (Burn This). 
Zdobył uznanie także wśród telewidzów. W telewizyjnym dramacie psychologicznym Fox Uratowany przez światło (Saved by the Light, 1995) w reż. Lewisa Teague’a wystąpił jako Dannion Brinkley, weteran wojny wietnamskiej, pracujący jako dostawca w sklepie rodziców, były tyran, który zmienia swoje życie po doświadczeniu śmierci. W serialu CBS Falcone (2000) zagrał gangstera. 
W 2002 powrócił na scenę off–broadwayowską w spektaklu Upodleni. Za drugoplanową postać Willa Butlera w sitcomie ABC Mniej niż doskonały (Less Than Perfect, 2002–2005) odebrał nagrodę Złotej Satelity. Został wymieniony w głosowaniu jako potencjalny nominowany do Złotej Maliny w kategorii najgorszy aktor drugoplanowy za rolę antagonisty Victora Donovana, organizatora turnieju, który przejął kontrolę nad DOATEC po śmierci ojca Heleny (Sarah Carter) w filmie akcji Coreya Yuena DOA: Żywy lub martwy (DOA: Dead or Alive, 2006), jednak nie otrzymał nominacji. W dramacie sensacyjno−kryminalnym Dziewczyny na sprzedaż (Skin Traffik, 2015) został obsadzony jako czarny charakter władca wykonawczy u boku Mickeya Rourke’a, Gary’ego Danielsa i Dominique Swain
Wystąpił w teledyskach do piosenek: „Mr. Brightside” (2004) i „Miss Atomic Bomb” (2012) zespołu The Killers, „We Belong Together” (2005) i „It’s Like That” (2005) Mariah Carey, „Smack That” (2006) Akona i Eminema, „Hey You” (2007) grupy gODHEAD oraz „Bitch better have my money” (2015) Rihanny.
Przyjmował bezkrytycznie wszystkie role, często w filmach klasy „B” lub produkcjach mało wyszukanych. W wywiadzie dla „Vanity Fair” z 2018 Roberts prześledził swoją bogatą filmografię do momentu, gdy przestał otrzymywać spójne oferty od największych studiów filmowych. „Zaczynam kręcić kilka filmów klasy B – bam bam bam bam bam bam – jeden po drugim i nagle mijają dwa, trzy lata i w ciągu dwóch, trzech lat nakręciłem około 30 filmów” – wspomina Roberts. Był producentem wykonawczym dreszczowca Groupie (2010) z Taryn Manning, jednego z odcinków serialu komediowego Vegan 101 (2011) i komedii Beverly Hills Bandits (2020), w którym zagrał także z Ronem Jeremym i Natashą Alam oraz producentem dramatu Mój ostatni najlepszy przyjaciel (My Last Best Friend, 2023) z Carol Alt.
17 września 2024 ukazały się wspomnienia Robertsa Runaway Train: or, The Story of My Life So Far wydane przez St. Martin’s Press.

## Życie prywatne
W latach 1980–1985 spotykał się ze starszą o dziewiętnaście lat aktorką Sandy Dennis. W latach 1988–1991 był związany z Kelly Cunningham, z którą ma córkę Emmę (ur. 10 lutego 1991). 16 sierpnia 1992 poślubił Elizę Garrett. Jest ojczymem piosenkarza i autora tekstów Keatona Simonsa.
Jednak ponownie uzależnił się od kokainy, marihuany, stosował przemoc w domu i zaczął się jąkać. Jego życie osobiste uległo przemianie po narodzinach córki Emmy i wsparciu miłością żony Elizy.

## Filmografia
| Rok  | Tytuł                                                                          | Rola                                               | Reżyser                               |
| ---- | ------------------------------------------------------------------------------ | -------------------------------------------------- | ------------------------------------- |
| 1978 | Król Cyganów (King of the Gypsies)                                             | Dave                                               | Frank Pierson                         |
| 1980 | Przypadek Paula (Paul’s Case, TV)                                              | Paul                                               | Jack Fisk                             |
| 1981 | Przybłęda (Raggedy Man)                                                        | Teddy                                              | Jack Fisk                             |
| 1983 | Miss samotnych serc (Miss Lonelyhearts, TV)                                    | Miss samotnych serc                                | Michael Dinner                        |
| 1983 | Star 80                                                                        | Paul Snider                                        | Bob Fosse                             |
| 1984 | Papież z Greenwich Village (The Pope of Greenwich Village)                     | Paulie                                             | Stuart Rosenberg                      |
| 1985 | Dziecko Coca-Coli (The Coca-Cola Kid)                                          | Becker                                             | Dušan Makavejev                       |
| 1985 | Uciekający pociąg (Runaway Train)                                              | Buck McGeehy                                       | Andriej Konczałowski                  |
| 1986 | Slow Burn (TV)                                                                 | Jacob Asch                                         | Matthew Chapman                       |
| 1986 | Nie taka głupia (Nobody's Fool)                                                | Riley Hood                                         | Evelyn Purcell                        |
| 1988 | Uzdrowić naród (To Heal a Nation, TV)                                          | Jan Scruggs                                        | Michael Pressman                      |
| 1989 | Afrykańska przygoda (Options)                                                  | Matt Salinger/Donald Anderson                      | Camilo Vila                           |
| 1989 | Najlepsi z najlepszych (Best of the Best )                                     | Alex Grady                                         | Robert Radler                         |
| 1989 | Krwawa czerwień (Blood Red)                                                    | Marco Collogero                                    | Peter Masterson                       |
| 1989 | Przykra niespodzianka (Rude Awakening)                                         | Fred Wook                                          | David Greenwalt/Aaron Russo           |
| 1990 | Ambulans (The Ambulance)                                                       | Josh Baker                                         | Larry Cohen                           |
| 1990 | Zagubiony Capone (The Lost Capone, TV)                                         | Al Capone                                          | John Gray                             |
| 1990 | Zemsta panny młodej (Vendetta: Secrets of a Mafia Bride, TV)                   | Sean McLeary                                       | Stuart Margolin                       |
| 1990 | Spadający anioł (Descending Angel)                                             | Michael Rossi                                      | Jeremy Kagan                          |
| 1991 | Samotne serca (Lonely Hearts)                                                  | Frank                                              | Andrew Lane                           |
| 1991 | Fatalne pchnięcie (By the Sword)                                               | Alexander Villard                                  | Jeremy Kagan                          |
| 1992 | Przestępca jest wśród nas (Fugitive Among Us, TV)                              | Cal Harper                                         | Michael Toshiyuki Uno                 |
| 1992 | Diagnoza zbrodni (Final Analysis)                                              | Jimmy Evans                                        | Phil Joanou                           |
| 1993 | Najlepsi z najlepszych 2 (Best of the Best 2)                                  | Alex Grady                                         | Robert Radler                         |
| 1993 | Miłość, honor i posłuszeństwo (Love Honor & Obey: The Last Mafia Marriage, TV) | Joe Bonanno Jr.                                    | John Patterson                        |
| 1993 | Podróż (Voyage, TV)                                                            | Gil Freeland                                       | John Mackenzie                        |
| 1993 | Napad (Love, Cheat & Steal)                                                    | Reno Adams                                         | William Curran                        |
| 1994 | Chcę mieć dziecko (Babyfever)                                                  | Anthony                                            | Victoria Foyt/Henry Jaglom            |
| 1994 | Swobodny lot (Freefall)                                                        | Grant Orion                                        | John Irvin                            |
| 1994 | Niebezpieczne wizje (Love Is a Gun)                                            | Jack Hart                                          | David Hartwell                        |
| 1994 | Niebezpieczne wizje (Sensation)                                                | dr Ian Burton                                      | Doug Wallace                          |
| 1994 | Specjalista (The Specialist)                                                   | Tomas Leon                                         | Luis Llosa                            |
| 1994 | Brutalna prawda (The Hard Truth)                                               | dr Chandler Etheridge                              | Jonathan Tydor                        |
| 1995 | Złe towarzystwo (The Nature of the Beast)                                      | Adrian (Dusty)                                     | Victor Salva                          |
| 1995 | Saved by the Light (TV)                                                        | Dannion Brinkley                                   | Lewis Teague                          |
| 1995 | Nieśmiertelni (The Immortals)                                                  | Jack                                               | Brian Grant                           |
| 1996 | Siła przekazu (Power 98)                                                       | Karlin Pickett                                     | Jaime Hellman                         |
| 1996 | Telemaniak (The Cable Guy)                                                     | Eric Roberts                                       | Ben Stiller                           |
| 1996 | Grób (The Grave)                                                               | Cass                                               | Jonas Pate                            |
| 1996 | Moje przyjęcie (It's My Party)                                                 | Nick Stark                                         | Randal Kleiser                        |
| 1996 | Doctor Who (TV)                                                                | Mistrz/Bruce                                       | Geoffrey Sax                          |
| 1996 | Więźniowie nieba (Heaven’s Prisoners)                                          | Bubba Rocque                                       | Phil Joanou                           |
| 1996 | Mroczny anioł (Dark Angel, TV)                                                 | Walter D’Arcangelo                                 | Robert Iscove                         |
| 1996 | Wróg publiczny nr 1 (Public Enemies, TV)                                       | Arthur Danlop                                      | Mark L. Lester                        |
| 1996 | American Strays                                                                | Martin                                             | Frank Agrama                          |
| 1996 | Szklana klatka (The Glass Cage)                                                | Montrachet                                         | Michael Schroeder                     |
| 1996 | Z zimną krwią (In Cold Blood, TV)                                              | Perry Smith                                        | Jonathan Kaplan                       |
| 1996 | Mroczny trop (Past Perfect)                                                    | Dylan Cooper                                       | Jonathan Heap                         |
| 1997 | Odyseja (The Odyssey, TV)                                                      | Eurymachus                                         | Andriej Konczałowski                  |
| 1997 | T.N.T.                                                                         | Russo                                              | Robert Radler                         |
| 1997 | Poszukiwany (Most Wanted) Frasier)                                             | Spencer                                            | David Hogan                           |
| 1998 | Armia Boga II (The Prophecy II)                                                | Archanioł Michał                                   | Greg Spence                           |
| 1998 | Ludzie cienia (The Shadow Men)                                                 | Bob Wilson                                         | Timothy Bond                          |
| 1998 | Fałszywy trop (Dead End)                                                       | Henry Smolensky                                    | Douglas Jackson                       |
| 1998 | Crambidae (La Cucaracha)                                                       | Walter Pool                                        | Jack Perez                            |
| 1999 | Przedsionek piekła (Purgatory, TV)                                             | Blackjack Britton                                  | Uli Edel                              |
| 1999 | Zemsta mafii (Hitman's Run)                                                    | Tony Lazorka/John Dugan                            | Mark L. Lester                        |
| 2000 | Cecil B. Demented                                                              | były mąż Honey                                     | John Waters                           |
| 2001 | Con Games                                                                      | oficer Hopkins                                     | Jefferson Edward Donald               |
| 2001 | Latający Holender (The Flying Dutchman, TV)                                    | Sean                                               | Robin P. Murray                       |
| 2001 | The Beatnicks                                                                  | Nicholson Williams                                 | Mack Drake                            |
| 2002 | Wilki z Wall Street (Wolves of Wall Street)                                    | Dyson Keller                                       | David DeCoteau                        |
| 2003 | Znieczulenie                                                                   | Teddy                                              | Mark David                            |
| 2004 | Miss rozbitków (Miss Castaway and the Island Girls)                            | Kapitan Maximus Powers                             | Bryan Michael Stoller                 |
| 2004 | Znak wyzwolenia (Six: The Mark Unleashed)                                      | Dallas                                             | Kevin Downes                          |
| 2005 | Confessions of an Action Star                                                  | szef policyjny                                     | Brad Martin                           |
| 2006 | Jedyne wyjście (One Way)                                                       | Nick Swell                                         | Reto Salimbeni                        |
| 2008 | Mroczny Rycerz (The Dark Knight)                                               | Sal Maroni                                         | Christopher Nolan                     |
| 2009 | Wyścig po szczęście (Shannon's Rainbow)                                        | Mitchell Prescott                                  | Frank E. Johnson                      |
| 2010 | Niezniszczalni (The Expendables)                                               | James Munroe                                       | Sylvester Stallone                    |
| 2010 | Polowanie na kilera (Hunt to Kill)                                             | Lee Davis                                          | Keoni Waxman                          |
| 2013 | Złe gliny (Wrong Cops)                                                         | Bob                                                | Quentin Dupieux                       |
| 2013 | Znak: Odkupienie (The Mark: Redemption)                                        | Cooper                                             | James Chankin                         |
| 2013 | Królowa XXX (Lovelace)                                                         | Nat Laurendi                                       | Rob Epstein/Jeffrey Friedman          |
| 2013 | Lato marzeń (The Perfect Summer)                                               | Lou                                                | Gary Wheeler                          |
| 2014 | Wada ukryta (Inherent Vice)                                                    | Michael Z. „Mickey” Wolfmann                       | Paul Thomas Anderson                  |
| 2014 | Camp Dread (Dead.tv)                                                           | Julian Barrett                                     | Harrison Smith                        |
| 2015 | A Fatal Obsession                                                              | Michael Ryan                                       | James Camali                          |
| 2015 | Las Vegas Story                                                                | Walter                                             | Byron Q.                              |
| 2015 | Ludzka stonoga 3                                                               | gubernator Hughes                                  | Tom Six                               |
| 2015 | No Deposit                                                                     | Gerry Gaci                                         | Frank D’Angelo                        |
| 2015 | Story of Eva                                                                   | detektyw Wood                                      | Tom Woodbeck                          |
| 2015 | Ktown Cowboys                                                                  | Al                                                 | Daniel DPD Park                       |
| 2015 | Potępiony 2 (The Condemned 2: Desert Prey)                                     | Frank Tanner                                       | Roel Reiné                            |
| 2016 | Compadres                                                                      | Dalton                                             | Enrique Begne                         |
| 2016 | The Red Maple Leaf                                                             | agent Secret Service                               | Frank D’Angelo                        |
| 2016 | A Trip to Jamaica                                                              | Sonnie                                             | Robert Peters                         |
| 2017 | The Institute                                                                  | dr Torrington                                      | James Franco, Pamela Romanowsky       |
| 2017 | Unbridled                                                                      | Roger Donigal                                      | John David Ware                       |
| 2017 | Más que hermanos                                                               | Buelo Chino                                        | Arianne Benedetti                     |
| 2017 | Ayla: The Daughter of War                                                      | major generał Coulter                              | Can Ulkay                             |
| 2017 | Potężne uderzenie (Максимальный удар)                                          | Sekretarz stanu Stanów Zjednoczonych Robert Jacobs | Andrzej Bartkowiak                    |
| 2018 | Papa                                                                           | dr Eric Owens                                      | Dan Israely, Emilio Roso              |
| 2018 | Podróż w niepamięć (Head Full of Honey)                                        | dr Holst                                           | Til Schweiger                         |
| 2018 | Blackbird                                                                      | Blake                                              | Michael Flatley                       |
| 2019 | Monster Island                                                                 | generał Horne                                      | Mark Atkins                           |
| 2019 | Night Walk                                                                     | sędzia Jude                                        | Aziz Tazi                             |
| 2019 | 7 Deadly Sins                                                                  | sędzia                                             | Glenn Plummer                         |
| 2019 | Inside the Rain                                                                | Montgomery (Monty) Pennington                      | Aaron Fisher                          |
| 2019 | Zła mamusia (The Wrong Mommy, TV)                                              | Roger Clark, zastępca dyrektora                    | David DeCoteau                        |
| 2020 | Hard Luck Love Song                                                            | Skip                                               | Justin Corsbie                        |
| 2020 | The Estate                                                                     | Marcello                                           | James Kapner                          |
| 2020 | Deported                                                                       | Lancing                                            | Tyler Spindel                         |
| 2020 | Beverly Hills Bandits                                                          | detektyw Jack Boudin                               | Vitaliy Versace, Josh Menning         |
| 2020 | Heaven                                                                         | Angus Nunzio Fratelli                              | Angus Benfield                        |
| 2020 | Prawo przyciągania (Law of Attraction, TV)                                     | Michael Kampa                                      | Henry Murphy                          |
| 2021 | Słodkich snów (Night Night)                                                    | dr Nelson                                          | Niki Koss                             |
| 2021 | Psiaki same w domu (Pups Alone)                                                | CEO Bill                                           | Alex Merkin                           |
| 2021 | Soul Pursuit                                                                   | tato                                               | Larry Humphrey                        |
| 2021 | The Rebels of PT-218                                                           | porucznik William Snow                             | Nick Lyon                             |
| 2021 | Misja „Prorok” (Миссия: Пророк)                                                | John                                               | Alexander Izotov, Rodney James Hewitt |
| 2022 | Niespodziewana wizyta (The Surprise Visit)                                     | Hugh                                               | Nick Lyon                             |
| 2022 | Soul Cage                                                                      | Russ Hammer                                        | Robert D. Parham                      |
| 2022 | Caroltyn (TV)                                                                  | szeryf Ridley                                      | Derrick Hammond                       |
| 2022 | Jurassic Domination                                                            | generał Greer                                      | Brian Nowak                           |
| 2022 | The Sea Was Never Blue                                                         | Samuel Friedman                                    | Adam Assad                            |
| 2022 | Babilon (Babylon)                                                              | Robert Roy                                         | Damien Chazelle                       |
| 2022 | Classified (TV)                                                                | kongresmen Kincaide                                | Aemilia Scott                         |
| 2023 | Zagłada Waszyngtonu (DC Down)                                                  | mówca Terry Wilder                                 | Geoff Meed                            |
| 2023 | Hitmen                                                                         | Michael Hero                                       | Savvas D. Michael                     |
| 2023 | Death on the Border                                                            | detektyw John Boone                                | Wendy Wilkins                         |
| 2023 | R                                                                              | Irwin Winkler                                      | Holden Pollak                         |
| 2023 | Hippo                                                                          | narrator (głos)                                    | Mark H. Rapaport                      |
| 2023 | Megalodon: Obłęd (Megalodon: The Frenzy)                                       | porucznik komandor Sharp                           | Brendan Petrizzo                      |
| 2023 | Child of Love (TV)                                                             | dr Gabe House                                      | Johnny Reeves                         |
| 2024 | Mroczny opiekun (Darkness of Man)                                              | Larry                                              | James Cullen Bressack                 |
| 2024 | Kuzyn Świętego Mikołaja (Santa’s Cousin)                                       | Święty Mikołaj                                     | Ross Kagan Marks                      |
| 2024 | The Private Eye                                                                | Edmond                                             | Jack Cook                             |
| 2024 | Once Upon a Time in Hollyweird                                                 | James McMurray                                     | Richard Driscoll, Chris Newman        |
| 2024 | The Laundress                                                                  | mąż                                                | Wayne Watkins                         |
| 2024 | Garlic Parmesan                                                                | Wing Guru                                          | AJ Lutsky                             |
| 2024 | Królewna Śnieżka i siedmiu samurajów (Snow White and the Seven Samurai)        | Joseph Voight                                      | Michael Su                            |
| 2024 | Tall, Dark, and Dangerous (TV)                                                 | Ed Stein                                           | David DeCoteau                        |

### seriale TV
| Rok       | Tytuł                                                                 | Rola                               |
| --------- | --------------------------------------------------------------------- | ---------------------------------- |
| 1977      | Inny świat (Another World)                                            | Ted Bancroft                       |
| 1996      | The Drew Carey Show                                                   | Steven                             |
| 1997      | Frasier                                                               | Chet (głos)                        |
| 1997      | Oz                                                                    | Richard L'Italien                  |
| 1997–98   | C-16: FBI                                                             | John Olansky                       |
| 1999      | Dotyk anioła (Touched by an Angel)                                    | Nick Stratton                      |
| 2000      | Falcone                                                               | Raymond 'The Madman' Ricci         |
| 2006–2007 | Słowo na L (The L Word)                                               | Gabriel McCutcheon                 |
| 2007      | Herosi (Heroes)                                                       | agent Thompson                     |
| 2008      | Prawo i porządek: Zbrodniczy zamiar (Law & Order: Criminal Intent)    | Roy Hubert                         |
| 2008      | Ekipa (Entourage)                                                     | Eric Roberts                       |
| 2010      | Chuck (serial telewizyjny)                                            | Packard                            |
| 2010–2011 | Żar młodości (The Young and The Restless)                             | Vance Abrams                       |
| 2011      | Zabójcze umysły: Okiem sprawcy (Criminal Minds: Suspect Behavior)     | Andy Armus                         |
| 2013–2015 | CSI: Kryminalne zagadki Las Vegas (C.S.I.: Crime Scene Investigation) | Daniel Larson / brat Daniel Larson |
| 2014      | Glee                                                                  | koordynator zbiórki pieniędzy      |
| 2014      | Justified: Bez przebaczenia (Justified)                               | agent Miller                       |
| 2014–2015 | W garniturach (Suits)                                                 | Charles Forstman                   |
| 2015      | Zagubiona tożsamość (Lost Girl)                                       | Hades / Jack                       |
| 2015      | The Player                                                            | Pauly Agostino                     |
| 2015      | Hawaii Five-0                                                         | Richard Sheridan                   |
| 2016      | Skorpion (Scorpion)                                                   | Mick Doherty                       |
| 2016      | Brooklyn 9-9                                                          | Jimmy Figgis                       |
| 2016      | Code Black: Stan krytyczny                                            | Vincent „Vince” Savetti            |
| 2017      | Chirurdzy (Grey’s Anatomy)                                            | Robert Avery                       |
| 2019      | Królowa Południa (La Reina del Sur)                                   | Erick Sheldon                      |